# Miodrag Kojadinović
Miodrag Kojadinović (Negotin, 1961) é um linguista, intérprete, tradutor, escritor, editor, antropólogo e teórico de gênero e sexualidade da Sérvia e do Canadá.

## Biografia
Completou sua formação acadêmica no Canadá, Sérvia e Hungria, trabalhou em três embaixadas em Belgrado, nos meios de comunicação no Canadá e na Holanda, realizou pesquisas na Universidade de Utrecht, Universidade de Amsterdão (UVA) e Universidade de Oslo. Desde 2005, leciona na República Popular da China, onde também usa uma versão chinesa não oficial do seu nome: 妙谠 (chinês mandarim simplificado; em pinyin: Miào Dǎng; lit. "Conselho Generoso"), primeiro na Universidade de Guangxi em Nanning, na Região Autónoma de Guangxi Zhuang, depois num colégio em Macau e, desde 2012, na Universidade Sun Yat-sen em Cantão na Província de Guangdong.
Sua vida nômade entre continentes/países é a tema do documentário Double Exit, exibido no Festival Internacional de Documentários de Amsterdão (IDFA) como parte de um ônibus pelos alunos que se formaram em Produção de Mídia em 1996, bem como em eventos em Budapeste e Belgrado. Sua fotografia também apareceu na imprensa e na internet.

## Livros publicados
- Autor
  - Kojadinović, Miodrag (2015). Under Thunderous Skies: Eight Tales of China Meeting Non-China. Hong Kong: Earnshaw Books. ISBN 9789888273331
  - Kojadinović, Miodrag (2015). Érotiques Suprèmes. San Mateo (Califórnia): Choose the Sword Press. ISBN 9780692516690, ganhando um Lambda Literary Award em 2016
  - Kojadinović, Miodrag (2001). Čitanka istopolnih studija. Belgrado: Program istopolnih studija. ISBN 9788690260515
  - Kojadinović, Miodrag (1997). Liefdespijn - Geen Medicijn: Chagrin d'amour durera toute la vie, Universidade de Utrecht
  - Kojadinović, Miodrag (1996). 'Harder! Harder! - Un Cri PriMâLE, Universidade de Amsterdão
- Contribuinte
  - Footnote #1: A Literary Journal of History, USA, 2015 ISBN 9780692479223
  - Tincture Journal, Issue Nine, Australia, Autumn 2015 ISBN 9780987498380
  - das Letras, Rota, ed. (2013). Não há AMOR como o primeiro. Macau: PraiaGrande Edições. ISBN 9789996595028
  - Script Road, The, ed. (2013). First Things First. Macau: PraiaGrande Edições. ISBN 9789996595011
  - 雋文不朽, 澳門文學節, ed. (2013). 一生萬物. Macau: PraiaGrande Edições. ISBN 9789996595035
  - Bozović, Gojko, ed. (2013). Priče o Savamali. Belgrado: Arhipelag. ISBN 9788652300846
  - Bobić, Mirjana, ed. (2011). Antidepresiv. Belgrado: Ganeša klub. ISBN 9788684371173
  - Brown, Angela, ed. (2004). Mentsh. Cidade de Nova York: Alyson Books. ISBN 9781555838508
  - Sheppard, Simon, ed. (2000). Rough Stuff. Cidade de Nova York: Alyson Publications. ISBN 9781555835200
  - Land, Kevin, ed. (2000). Unlimited Desires. Londres: BiPress. ISBN 9780953881604
  - Hardeman, Rick, ed. (1998). Leuke Jongens, 2e druk. Amsterdão: Prometheus. ISBN 9789057133114
- Tradutor
  - Pessoa, Fernando (2004). Antinoj. Belgrado: Rende. ISBN 9788683897261
  - Madaras, Lynda (Linda Maderas) (2005). Pažnja, dečaci rastu!. Belgrado: SIL. ISBN 9788683483440
  - Grubanov, Ivan (2005). Visitor. Belgrado: Museu de Arte Contemporânea,. ISBN 9788671012294